# I Dreamed a Dream
I Dreamed a Dream은 뮤지컬 《레 미제라블》의 극중곡이다. 작곡은 클로드 미셸 쇤베르그, 작사는 알랭 부브릴, 영어 번역 가사는 허버트 크레츠머가 하였다. 프랑스에서는 1980년에 발매된 콘셉트 앨범 중에서 J'avais rêvé d'une autre vie라는 제목으로 로즈 로랑에 의해 노래되었다. 영어로는 1985년에 패티 루폰에 의해 처음 불렸다.